# Roumanie au Concours Eurovision de la chanson 2018
La Roumanie est l'un des quarante-trois pays participants du Concours Eurovision de la chanson 2018, qui se déroule à Lisbonne au Portugal. Le pays est représenté par le groupe The Humans et la chanson Goodbye, sélectionnés via l'émission Selecția Națională. Le pays ne termine qu'à la 11e place de sa demi-finale, avec 107 points et subit ainsi son premier échec en demi-finale.

## Sélection
La Roumanie a confirmé sa participation à l'Eurovision 2018 le 8 août 2017. L'utilisation de l'émission Selecția Națională en tant que sélection a été confirmée le 27 octobre 2017.

### Format
Pour la toute première fois, Selecția Națională se déroule sur six semaines et comporte cinq demi-finales et une finale. Les six émissions se dérouleront dans six villes différentes à travers la Roumanie. Dans chaque demi-finale, douze artistes participent et trois d'entre eux se qualifient pour la finale grâce au vote d'un jury. Le vainqueur est désigné par le télévote roumain lors de la finale parmi les quinze artistes qualifiés.

### Chansons
Les candidatures pour l'émission ont pu être déposée par les artistes entre le 15 novembre 2017 et le 15 décembre 2017. Au terme de cette période, 72 candidatures avaient été déposées. Les 72 candidats ont ensuite participé à une audition au terme de laquelle 60 d'entre eux ont été sélectionnés pour les demi-finales. Les 60 demi-finalistes ont été annoncés le 22 décembre 2017.
- Retrait/Disqualification
- Chanson remplaçant une chanson retirée ou disqualifiée

| Résultats des auditions | Résultats des auditions         | Résultats des auditions      |
| Ordre                   | Artiste                         | Chanson                      |
| ----------------------- | ------------------------------- | ---------------------------- |
| 1                       | The Humans                      | Îndură inima                 |
| 2                       | Elena Turcu                     | The Perfect Fall             |
| 3                       | Tavi Clonda                     | King                         |
| 4                       | Dorel Giurgiu                   | Seek the Peace               |
| 5                       | Hellen                          | From Underneath              |
| 6                       | Aurel Dincă                     | Fire in the Sky              |
| 7                       | Diana Brătan                    | Paint It Rainbow             |
| 8                       | Meriem                          | End the Battle               |
| 9                       | Alexandru Ungureanu             | Sail with Me                 |
| 10                      | Othello                         | Noi suntem pădure            |
| 11                      | Sergiu Bolotă                   | Every Little Thing           |
| 12                      | Zavera                          | Come Back to Me              |
| 13                      | Johnny Bădulescu                | Devoted                      |
| 14                      | Dan Manciulea                   | Rază de soare                |
| 15                      | Eliza Chifu                     | So Good Without You          |
| 16                      | Lion's Roar                     | Nothing in Between           |
| 17                      | Ioana Ciornea                   | Time After Time              |
| 18                      | Alex Florea                     | Nobody Told Me It Would Hurt |
| 19                      | Freia                           | Fix Me                       |
| 20                      | Erminio Sinni & Tiziana Camelin | All the Love Away            |
| 21                      | Pragu' de Sus                   | Te voi chema                 |
| 22                      | Ayona                           | Watch Me Fly                 |
| 23                      | SAVE                            | All We Need                  |
| 24                      | Alessandro Dănescu              | Breaking Up                  |
| 25                      | Teodora Dinu                    | Fly                          |
| 26                      | ZØLTAN                          | Dacă dragostea e oarbă       |
| 27                      | Feli                            | Bună de iubit                |
| 28                      | Tom Hartis                      | Teardrop Rain                |
| 29                      | Evermorph                       | Live Your Life               |
| 30                      | Iliana                          | Need Somebody                |
| 31                      | Rafael & Andy                   | We Are One                   |
| 32                      | Gabriela Garlonta               | Dor de Lisabona              |
| 33                      | Waleska                         | Reborn                       |
| 34                      | Endless feat. Maria Grosu       | Thinking About You           |
| 35                      | Liviu Anghel                    | Rise Up                      |
| 36                      | Mareș Pană                      | Daydreamer                   |
| 37                      | Nicoleta Țicală                 | Una oportunidad              |
| 38                      | Jukebox feat. Bella Santiago    | Auzi cum bate                |
| 39                      | Romeo Zaharia                   | Maybe This Time              |
| 40                      | CornEL                          | Take Me Away                 |
| 41                      | Lina                            | A Love Worth Falling For     |
| 42                      | Cristian Simionescu             | Nirvana                      |
| 43                      | Denisa Trofin                   | Tears                        |
| 44                      | Miruna Diaconescu               | Run for You                  |
| 45                      | Eduard Santha                   | Me som romales               |
| 46                      | Carolina Gorun                  | Reach Out for the Stars      |
| 47                      | Echoes                          | Mirror                       |
| 48                      | Jessie                          | Lightning Strikes            |
| 49                      | Alexia & Matei                  | Walking on Water             |
| 50                      | MIHAI                           | Heaven                       |
| 51                      | Manuel Chivari                  | Somebody to Love             |
| 52                      | Xandra                          | Try                          |
| 53                      | Tomer Cohen                     | Baby You're the Only One     |
| 54                      | Serena                          | Safari                       |
| 55                      | Paula Crișan                    | I Am Here                    |
| 56                      | Alice Jeckel                    | Out of the Dark              |
| 57                      | Elena Hasna                     | Revival                      |
| 58                      | Lion's Roar                     | Rekindle the Flame           |
| 59                      | Claudia Andas                   | The One                      |
| 60                      | Teodora Dinu                    | We Are All Stars             |
| 61                      | The Humans                      | Goodbye                      |
| 62                      | Dora Gaitanovici                | Fără tine                    |
| 63                      | TIRI                            | Deșert de sentimente         |
| 64                      | Ayona                           | The Story Goes On            |
| 65                      | Maria Suciu                     | Sweet Nothing                |
| 66                      | Iliana                          | I Won't Lie                  |
| 67                      | Bernice Chitiul                 | Too Busy for My Heart        |
| 68                      | Vyros                           | La la la                     |
| 69                      | Sofya                           | Goddess                      |
| —                       | Anuryh feat. Alessandra         | In My Head                   |
| —                       | Babilon                         | Save the Day                 |
| —                       | Carolina Gorun                  | Aprinde stelele              |

| Artiste                         | Chanson                      |
| ------------------------------- | ---------------------------- |
| Alessandro Dănescu              | Breaking Up                  |
| Alex Florea                     | Nobody Told Me It Would Hurt |
| Alexandru Ungureanu             | Sail with Me                 |
| Alexia & Matei                  | Walking on Water             |
| Alice Jeckel                    | Out of the Dark              |
| Aurel Dincă                     | Fire in the Sky              |
| Ayona                           | The Story Goes On            |
| Bernice Chitiul                 | Too Busy for My Heart        |
| Carolina Gorun                  | Reach Out for the Stars      |
| Claudia Andas                   | The One                      |
| CornEL                          | Take Me Away                 |
| Cristian Simionescu             | Nirvana                      |
| Dan Manciulea                   | Rază de soare                |
| Denisa Trofin                   | Tears                        |
| Diana Brătan                    | Paint It Rainbow             |
| Dora Gaitanovici                | Fără tine                    |
| Echoes                          | Mirror                       |
| Eduard Santha                   | Me som romales               |
| Elena Hasna                     | Revival                      |
| Elena Turcu                     | The Perfect Fall             |
| Eliza Chifu                     | So Good Without You          |
| Endless feat. Maria Grosu       | Thinking About You           |
| Erminio Sinni & Tiziana Camelin | All the Love Away            |
| Evermorph                       | Live Your Life               |
| Feli                            | Bună de iubit                |
| Feli                            | Bună de iubit                |
| Freia                           | Fix Me                       |
| Hellen                          | From Underneath              |
| The Humans                      | Goodbye                      |
| Iliana                          | I Won't Lie                  |
| Ioana Ciornea                   | Time After Time              |
| Jessie                          | Lightning Strikes            |
| Johnny Bădulescu                | Devoted                      |
| Jukebox feat. Bella Santiago    | Auzi cum bate                |
| Lina                            | A Love Worth Falling For     |
| Lion's Roar                     | Rekindle the Flame           |
| Liviu Anghel                    | Rise Up                      |
| Manuel Chivari                  | Somebody to Love             |
| Mareș Pană                      | Daydreamer                   |
| Maria Suciu                     | Sweet Nothing                |
| Meriem                          | End the Battle               |
| MIHAI                           | Heaven                       |
| Miruna Diaconescu               | Run for You                  |
| Nicoleta Țicală                 | Una oportunidad              |
| Othello                         | Noi suntem pădure            |
| Paula Crișan                    | I Am Here                    |
| Pragu' de Sus                   | Te voi chema                 |
| Rafael & Friends                | We Are One                   |
| Romeo Zaharia                   | Maybe This Time              |
| SAVE                            | All We Need                  |
| Serena                          | Safari                       |
| Sergiu Bolotă                   | Every Little Thing           |
| Tavi Clonda                     | King                         |
| Teodora Dinu                    | Fly                          |
| TIRI                            | Deșert de sentimente         |
| Tom Hartis                      | Teardrop Rain                |
| Tomer Cohen                     | Baby You're the Only One     |
| Vyros                           | La la la                     |
| Waleska                         | Renacer                      |
| Xandra                          | Try                          |
| Zavera                          | Come Back to Me              |
| ZØLTAN                          | Dacă dragostea e oarbă       |

### Émissions

#### Demi-finales
Lors de chaque demi-finale, un jury constitué de cinq personnes détermine quels artistes se qualifient pour la finale. Chaque juré attribue douze, dix puis de huit à un point pour ses dix chansons favorites — suivant ainsi le même système de vote qu'à l'Eurovision —. Le trois chansons ayant reçu le plus de points se qualifient.
- Qualifiés
- Retrait

##### Première demi-finale
| Ordre | Artiste          | Chanson                      | Vote       | Vote      | Vote     | Vote      | Vote       | Total | Place |
| Ordre | Artiste          | Chanson                      | M. Ionescu | L. Ștefan | N. Patoi | I. Băcilă | V. Gavrilă | Total | Place |
| ----- | ---------------- | ---------------------------- | ---------- | --------- | -------- | --------- | ---------- | ----- | ----- |
| 1     | Alex Florea      | Nobody Told Me It Would Hurt | 4          | 8         | 6        | 6         | 4          | 28    | 5     |
| 2     | Lina             | A Love Worth Falling For     | 8          | 3         | 3        | 4         | 6          | 24    | 7     |
| 3     | CornEL           | Take Me Away                 | –          | –         | 1        | 1         | –          | 2     | 11    |
| 4     | Liviu Anghel     | Rise Up                      | 3          | 2         | 5        | 3         | 7          | 20    | 9     |
| 5     | Hellen           | From Underneath              | 7          | 4         | 4        | 5         | 2          | 22    | 8     |
| 6     | Tom Hartis       | Teardrop Rain                | —          | —         | —        | —         | —          | —     | —     |
| 7     | Alexia & Matei   | Walking on Water             | 12         | 12        | 7        | 10        | 12         | 53    | 1     |
| 8     | Johnny Bădulescu | Devoted                      | 2          | 6         | 8        | 8         | 10         | 34    | 4     |
| 9     | Waleska          | Renacer                      | 5          | 1         | –        | –         | 1          | 7     | 10    |
| 10    | Echoes           | Mirror                       | 6          | 7         | 10       | 7         | 8          | 38    | 2     |
| 11    | Elena Turcu      | The Perfect Fall             | 10         | 10        | 2        | 2         | 3          | 27    | 6     |
| 12    | Eduard Santha    | Me som romales               | 1          | 5         | 12       | 12        | 5          | 35    | 3     |

##### Deuxième demi-finale
| Ordre | Artiste                      | Chanson            | Vote       | Vote      | Vote     | Vote      | Vote       | Total | Place |
| Ordre | Artiste                      | Chanson            | M. Ionescu | L. Ștefan | N. Patoi | I. Băcilă | V. Gavrilă | Total | Place |
| ----- | ---------------------------- | ------------------ | ---------- | --------- | -------- | --------- | ---------- | ----- | ----- |
| 1     | Pragu' de Sus                | Te voi chema       | 5          | 2         | 4        | 2         | 6          | 19    | 7     |
| 2     | Miruna Diaconescu            | Run for You        | 6          | 4         | 1        | 6         | 5          | 22    | 5     |
| 3     | MIHAI                        | Heaven             | 4          | 5         | 10       | 10        | 10         | 39    | 3     |
| 4     | Othello                      | Noi suntem pădure  | 7          | 1         | 5        | –         | 4          | 17    | 8     |
| 5     | Alessandro Dănescu           | Breaking Up        | 3          | 7         | –        | 4         | 1          | 15    | 11    |
| 6     | Jessie                       | Lightning Strikes  | –          | 8         | 7        | 8         | 3          | 26    | 4     |
| 7     | Romeo Zaharia                | Maybe This Time    | 1          | –         | 6        | 1         | 8          | 16    | 10    |
| 8     | Rafael & Friends             | We Are One         | 12         | 10        | 8        | 3         | 7          | 40    | 2     |
| 9     | Serena                       | Safari             | 2          | 3         | 3        | 7         | 2          | 17    | 9     |
| 10    | Endless feat. Maria Grosu    | Thinking About You | 8          | 6         | 2        | 5         | –          | 21    | 6     |
| 11    | Meriem                       | End the Battle     | –          | –         | –        | –         | –          | 0     | 12    |
| 12    | Jukebox feat. Bella Santiago | Auzi cum bate      | 10         | 12        | 12       | 12        | 12         | 58    | 1     |

##### Troisième demi-finale
| Ordre | Artiste                         | Chanson                 | Vote       | Vote      | Vote     | Vote      | Vote       | Total | Place |
| Ordre | Artiste                         | Chanson                 | M. Ionescu | L. Ștefan | N. Patoi | I. Băcilă | V. Gavrilă | Total | Place |
| ----- | ------------------------------- | ----------------------- | ---------- | --------- | -------- | --------- | ---------- | ----- | ----- |
| 1     | Eliza Chifu                     | So Good Without You     | 4          | 6         | –        | 3         | –          | 13    | 9     |
| 2     | Carolina Gorun                  | Reach Out for the Stars | –          | 5         | 5        | 6         | 1          | 17    | 8     |
| 3     | Mareș Pană                      | Daydreamer              | 1          | 3         | –        | –         | 3          | 7     | 11    |
| 4     | Ayona                           | The Story Goes On       | 3          | 2         | 2        | 1         | –          | 8     | 10    |
| 5     | Aurel Dincă                     | Fire in the Sky         | 7          | –         | 6        | 2         | 4          | 19    | 7     |
| 6     | Vyros                           | La la la                | 8          | 10        | 3        | 8         | 8          | 37    | 3     |
| 7     | Zavera                          | Come Back to Me         | 5          | 4         | 4        | 5         | 7          | 25    | 6     |
| 8     | Elena Hasna                     | Revival                 | 2          | 7         | 7        | 7         | 2          | 25    | 5     |
| 9     | Diana Brătan                    | Paint It Rainbow        | –          | –         | 1        | –         | 5          | 6     | 12    |
| 10    | Tavi Clonda                     | King                    | 6          | 1         | 12       | 4         | 6          | 29    | 4     |
| 11    | Erminio Sinni & Tiziana Camelin | All the Love Away       | 12         | 12        | 8        | 10        | 10         | 52    | 1     |
| 12    | Xandra                          | Try                     | 10         | 8         | 10       | 12        | 12         | 52    | 1     |

##### Quatrième demi-finale
| Ordre | Artiste             | Chanson                | Vote       | Vote      | Vote     | Vote      | Vote       | Total | Place |
| Ordre | Artiste             | Chanson                | M. Ionescu | L. Ștefan | N. Patoi | I. Băcilă | V. Gavrilă | Total | Place |
| ----- | ------------------- | ---------------------- | ---------- | --------- | -------- | --------- | ---------- | ----- | ----- |
| 1     | Bernice Chitiul     | Too Busy for My Heart  | –          | 2         | 3        | 3         | 3          | 11    | 10    |
| 2     | Cristian Simionescu | Nirvana                | –          | –         | –        | –         | –          | 0     | 12    |
| 3     | Nicoleta Țicală     | Una oportunidad        | 10         | 7         | 7        | 6         | 10         | 40    | 4     |
| 4     | ZØLTAN              | Dacă dragostea e oarbă | 6          | 1         | 1        | 4         | –          | 12    | 8     |
| 5     | Alice Jeckel        | Out of the Dark        | 2          | 3         | 4        | 2         | 1          | 12    | 9     |
| 6     | Dan Manciulea       | Rază de soare          | 1          | –         | –        | –         | 2          | 3     | 11    |
| 7     | Lion's Roar         | Rekindle the Flame     | 5          | 6         | 6        | 5         | 7          | 29    | 5     |
| 8     | Ioana Ciornea       | Time After Time        | 3          | 5         | 5        | 7         | 4          | 24    | 6     |
| 9     | TIRI                | Deșert de sentimente   | 8          | 10        | 8        | 12        | 5          | 43    | 2     |
| 10    | Feli                | Bună de iubit          | 7          | 8         | 10       | 10        | 8          | 43    | 3     |
| 11    | Paula Crișan        | I Am Here              | 4          | 4         | 2        | 1         | 6          | 17    | 7     |
| 12    | Claudia Andas       | The One                | 12         | 12        | 12       | 8         | 12         | 56    | 1     |

##### Cinquième demi-finale
| Ordre | Artiste             | Chanson                  | Vote       | Vote      | Vote     | Vote      | Vote       | Total | Place |
| Ordre | Artiste             | Chanson                  | M. Ionescu | L. Ștefan | N. Patoi | I. Băcilă | V. Gavrilă | Total | Place |
| ----- | ------------------- | ------------------------ | ---------- | --------- | -------- | --------- | ---------- | ----- | ----- |
| 1     | Manuel Chivari      | Somebody to Love         | 2          | 6         | 1        | 5         | 6          | 20    | 7     |
| 2     | Maria Suciu         | Sweet Nothing            | –          | –         | –        | –         | 2          | 2     | 11    |
| 3     | Evermorph           | Live Your Life           | 1          | 2         | 5        | 1         | –          | 9     | 10    |
| 4     | Dora Gaitanovici    | Fără tine                | 8          | 8         | 10       | 8         | 8          | 42    | 3     |
| 5     | Tomer Cohen         | Baby You're the Only One | –          | –         | –        | –         | 1          | 1     | 12    |
| 6     | Sergiu Bolotă       | Every Little Thing       | 5          | 7         | 7        | 4         | 5          | 28    | 4     |
| 7     | Alexandru Ungureanu | Sail with Me             | 6          | 3         | 2        | 2         | 4          | 17    | 8     |
| 8     | Iliana              | I Won't Lie              | 7          | 4         | 3        | 7         | –          | 21    | 6     |
| 9     | Teodora Dinu        | Fly                      | 10         | 12        | 8        | 10        | 10         | 50    | 2     |
| 10    | The Humans          | Goodbye                  | 12         | 10        | 12       | 12        | 12         | 58    | 1     |
| 11    | SAVE                | All We Need              | 3          | 1         | 4        | 3         | 3          | 14    | 9     |
| 12    | Denisa Trofin       | Tears                    | 4          | 5         | 6        | 6         | 7          | 28    | 5     |

#### Finale
Le vainqueur de la sélection est désigné par le télévote roumain uniquement.
| Ordre | Artiste                         | Chanson                 | Télévote | Place |
| ----- | ------------------------------- | ----------------------- | -------- | ----- |
| 1     | Rafael & Friends                | We Are One              | 1 446    | 5     |
| 2     | TIRI                            | Deșert de sentimente    | 320      | 12    |
| 3     | Claudia Andas                   | The One                 | 974      | 8     |
| 4     | Echoes                          | Mirror                  | 325      | 11    |
| 5     | Dora Gaitanovici                | Fără tine               | 1 415    | 6     |
| 6     | Eduard Santha                   | Me som romales          | 293      | 14    |
| 7     | Vyros                           | La la la                | 133      | 15    |
| 8     | Feli                            | Bună de iubit (Royalty) | 2 862    | 3     |
| 9     | Teodora Dinu                    | Fly                     | 336      | 10    |
| 10    | MIHAI                           | Heaven                  | 1 165    | 7     |
| 11    | Xandra                          | Try                     | 686      | 9     |
| 12    | Jukebox feat. Bella Santiago    | Auzi cum bate           | 1 728    | 4     |
| 13    | Alexia & Matei                  | Walking on Water        | 3 114    | 2     |
| 14    | Erminio Sinni & Tiziana Camelin | All the Love Away       | 303      | 13    |
| 15    | The Humans                      | Goodbye                 | 3 277    | 1     |

Le groupe The Humans remporte la sélection et représentera donc la Roumanie à l'Eurovision 2018 avec la chanson Goodbye.

## À l'Eurovision
La Roumanie a participé à la deuxième demi-finale, le 10 mai 2018, mais, ne terminant qu'à la 11e place avec 107 points, échoue à se qualifier en finale à seulement quatre points d'écart avec la Hongrie qui a terminé 10e. C'est la première fois depuis l'instauration des demi-finales en 2004 que la Roumanie manque sa qualification.